# 博阿尔 (菲尼斯泰尔省)
博阿尔（法語：Bohars，法語發音：[bɔaʁ]）是法国菲尼斯泰尔省的一个市镇，属于布雷斯特区。

## 地理
博阿尔（48°25'46"N, 4°30'49"W）面积7.27 平方千米，位于法国布列塔尼大區菲尼斯泰尔省，该省份为法国最西部的省份，位于布列塔尼半岛西部，北西南三面环大西洋，东临阿摩尔滨海省和莫尔比昂省。
与博阿尔接壤的市镇（或旧市镇、城区）包括：布雷斯特、吉莱尔、米利扎克-吉普龙韦勒。

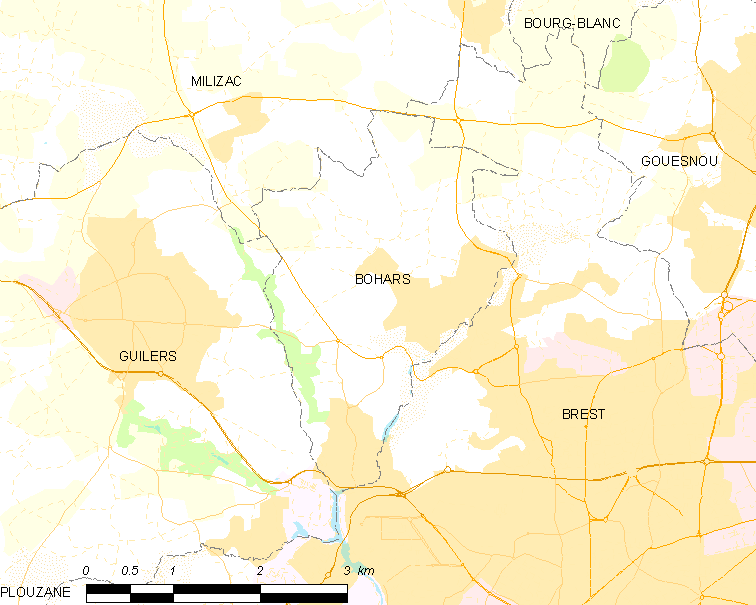
的OSM定位图

博阿尔的时区为UTC+01:00、UTC+02:00（夏令时）。

## 行政
博阿尔的邮政编码为29820，INSEE市镇编码为29011。

## 政治
博阿尔所属的省级选区为布雷斯特第四县。

## 人口

1962-2008年间人口变化图示

博阿尔于2022年1月1日时的人口数量为3671人。